# Chrysotrichaceae
Chrysotrichaceae är en familj av svampar som beskrevs av Alexander Zahlbruckner. Chrysotrichaceae ingår i ordningen Arthoniales, klassen Arthoniomycetes, divisionen sporsäcksvampar och riket svampar.
Familjen innehåller bara släktet Chrysothrix.